# Vida Vlatt
Vida Vlatt, nome artístico de Vida Maria Hennigs da Silva, (São Paulo, 6 de abril de 1959) é uma atriz, comediante e colunista brasileira. Ela é mais conhecida por seus trabalhos no teatro e por interpretar a personagem Ofrásia na TV.

## Biografia
Vida nasceu em São Paulo e cresceu no bairro Perdizes, onde estudou na escola de freiras Colégio Santa Marcelina.

## Carreira
Vida começou a carreira de atriz com participações em casas noturnas como Máfia Siciliana e Bar Avenida onde foi convidada no Terça Insana. Ela estreou no teatro com a peça A Vida é uma Comédia, sendo protagonista, escritora e diretora.
Em 3 de novembro de 2003, fez sua estreia televisiva no A Casa É Sua, da RedeTV!. Ela foi contratada atráves de um convite da produção do programa, que a viu atuar na peça de sua autoria com a personagem Luzinete, exatamente o que buscava-se. Luzinete foi rebatizada de Ofrásia pelo apresentador Clodovil Hernandes logo na estreia. Ao vivo de segunda a sexta, Ofrásia fez parte do elenco de apoio a Clodovil como sua empregada fofoqueira da vida das celebridades, improvisando com ele cenas de comédia e ironia até setembro de 2004, quando sua intérprete pediu demissão. Em janeiro de 2005, após Clodovil ser demitido, Ofrásia retornou ao A Casa É Sua como co-apresentadora ao lado de Joana Matushita. Depois permaneceu como apoio a outros apresentadores, incluindo Ronaldo Ésper, Monique Evans e Marisa Carnicelli até maio de 2006, quando o programa foi encerrado.
Em 7 de julho de 2006, Vida voltou como Ofrásia para um quadro de fofocas no A Tarde É Sua, toda sexta-feira, ganhando também no mesmo ano outro quadro onde visitava artistas em suas casas. Com o tempo, as participações no A Tarde É Sua começaram a ser mais esporádicas, com destaque para o quadro "Roda da Fofoca". Também participou de vários outros programas de TV, entre eles o Superpop com Luciana Gimenez e o Mulheres com Catia Fonseca, onde apareceu com outros personagens além da Ofrásia.
Em junho de 2008, se tornou colunista da revista Ti Ti Ti, onde escreveu a coluna semanal "Pitaco da Ofrásia" por 10 anos.
Em setembro de 2018, foi confirmada como uma das 16 celebridades que iriam participar da décima temporada do reality show A Fazenda na RecordTV, sendo a primeira eliminada da edição.

## Filmografia

### Cinema
| Ano  | Título               | Nota  |
| ---- | -------------------- | ----- |
| 2008 | Casamento Brasileiro | [ 5 ] |

### Televisão
| Ano     | Título                   | Papel                    | Nota                  | Emissora  |
| ------- | ------------------------ | ------------------------ | --------------------- | --------- |
| 2003-06 | A Casa É Sua             | Ofrásia                  |                       | RedeTV!   |
| 2006-10 | A Tarde É Sua            | Ofrásia                  |                       | RedeTV!   |
| 2008    | Superpop                 | Ofrásia                  |                       | RedeTV!   |
| 2010    | Mulheres                 | Ofrásia/Várias           |                       | TV Gazeta |
| 2011    | Quem Convence Ganha Mais | Conselheira              | [ 17 ]                | SBT       |
| 2012    | Muito +                  | Ofrásia                  | Participação especial | Band      |
| 2018    | O Mecanismo              | Esposa de JP             | Participação especial | Netflix   |
| 2018-19 | Canta Comigo             | Jurada                   | Temporadas 1 e 2      | Record    |
| 2018    | A Fazenda                | Participante (16º lugar) | Temporada 10          | Record    |
| 2019    | Versátil & Atual         | Ofrásia                  | [ 20 ]                | RFTV      |
| 2019-20 | Olga                     | Ofrásia                  | [ 21 ]                | RedeTV!   |

### Web
| Ano     | Título               | Papel   | Nota                   |
| ------- | -------------------- | ------- | ---------------------- |
| 2016-17 | Fuxicando            | Ofrásia | TV Foco com Aaron Tura |
| 2017    | Minuto com a Ofrásia | Ofrásia | Copel Colchões         |

## Teatro
| Ano     | Título                         | Personagem       | Nota          |
| ------- | ------------------------------ | ---------------- | ------------- |
| 2003-   | A Vida é Uma Comédia           | Várias           | [ 23 ] [ 24 ] |
| 2006    | Show da Vida                   | Várias           | [ 4 ]         |
| 2006    | Humor de Quinta                | Kimberly Hickman | [ 25 ]        |
| 2007    | A TV que Você não Vê           | Várias           | [ 5 ]         |
| 2008    | A TV que Você não Vê II        | Várias           | [ 5 ]         |
| 2008-12 | Baião de Dois                  | Várias           | [ 5 ] [ 26 ]  |
| 2013-   | Comédia em Dose Dupla          | Várias           | [ 27 ] [ 24 ] |
| 2016    | 1 É Pouco, 2 É Bom, 3 É Demais | Várias           | [ 14 ]        |
| 2019    | Cada Um Tem o Anjo que Merece  | Maria Quitéria   | [ 28 ]        |